# Colonia los Llanos
Colonia los Llanos är en ort i Mexiko.   Den ligger i kommunen Tlapa de Comonfort och delstaten Guerrero, i den sydöstra delen av landet, 210 km söder om huvudstaden Mexico City. Colonia los Llanos ligger 1 407 meter över havet och antalet invånare är 105.
Terrängen runt Colonia los Llanos är huvudsakligen kuperad, men den allra närmaste omgivningen är platt. Runt Colonia los Llanos är det ganska tätbefolkat, med 108 invånare per kvadratkilometer. Närmaste större samhälle är Tlapa de Comonfort, 6,2 km söder om Colonia los Llanos. Omgivningarna runt Colonia los Llanos är huvudsakligen savann.